# Pedro de Aguado
Pedro de Aguado (Valdemoro, 1538 – Bogotà, 1609) è stato un francescano spagnolo.
Nel 1564 fu missionario presso i Muisca a Cogua, ove eresse due chiese. Cogua era considerata la prima città indiana nella Nuova Granada ove tutti i nativi locali si convertirono al cristianesimo, un risultato di padre Aguado riconosciuto dal re di Spagna Filippo II.
Divenne padre provinciale della provincia francescana di Bogotà dal 1573 e fu autore di una celebre Historia de Santa Marta y Nuevo Reino de Granada.